# 선회포

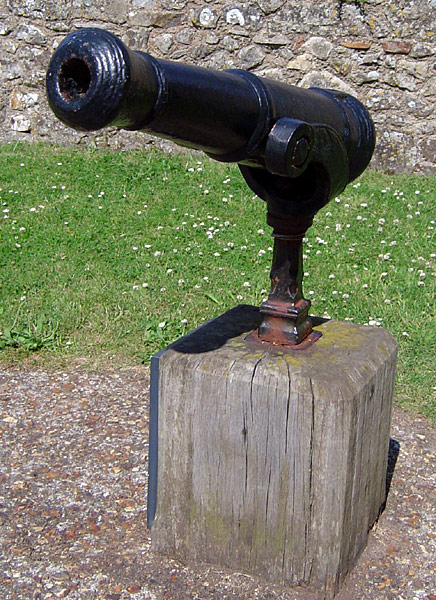

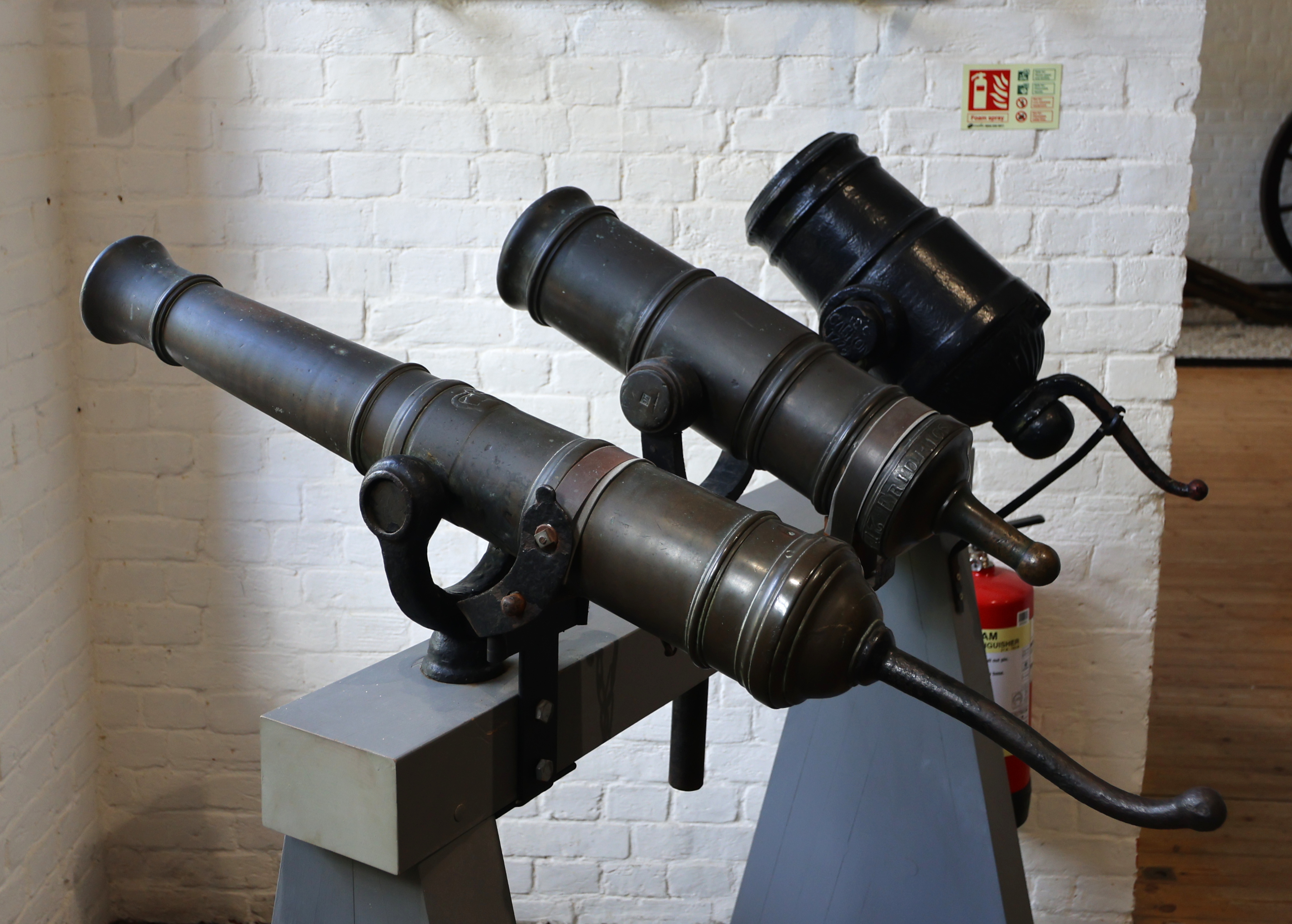
18세기 선회포 3문

선회포(旋回砲, swivel gun 혹은 swivel, 스페인어: Pedrero)는 회전 가능한 가대나 쇠스랑 위에 설치되어 매우 큰 이동각을 확보할 수 있는 캐넌이다. 이전 시기 또 다른 의미의 선회포는 발사자가 소총(rifling)이나 활강포(smoothbore) 총신(barrel)으로 전환하게 하도록, 축을 따라 회전하는 두 개의 총신이 있는 화승총(flintlock) 조합포(combination gun)를 말한다.
선회포는 수평축에 거치되어 발사하며 보다 크기가 큰 회전포(pivot gun), 혹은 분절총신(segmented barrel)이 있는 산포(mountain gun)인 나선포(screw gun)와 헷갈려서는 안된다.
영미권에서는 peterero, paterero, pederero라고도 하였다. 이는 스페인어로 투석포를 의미하는 pedrero에서 왔는데, '포(砲)'의 초기 형태가 투석포였기 때문이다. pedrero는 스페인어로 돌을 뜻하는 'piedra'와 접미사 '-ero'가 붙은 것이다.
일부 선회포는 약실을 사전에 준비할 수 있고 연속으로 신속하게 발사할 수 있어 발사속도가 빠르며, 그래서 대인공격에 특히 뛰어나다. 유럽, 아시아, 아프리카에서 사용되어 왔다.